# Susam, Haskovo
Susam (în bulgară Сусам) este un sat în comuna Mineralni Bani, regiunea Haskovo,  Bulgaria. 

## Demografie
Componența etnică a satului Susam
     Turci (1,35%)
     Bulgari (89,16%)
     Romi (2,51%)
     Nicio identificare (6,96%)
La recensământul din 2011, populația satului Susam era de 517 locuitori. Din punct de vedere etnic, majoritatea locuitorilor (89,16%) erau bulgari, existând și minorități de romi (2,51%) și turci (1,35%). Pentru 6,96% din locuitori nu este cunoscută apartenența etnică.